# 五一口号
五一口号是中共中央于中华民国37年（1948年）5月1日国际劳动节发布的一组政治口号，共23项，得到中国各民主党派响应，为中国人民政治协商会议和中华人民共和国及其中国共产党领导的多党合作和政治协商制度的建立奠定了基础。

## 背景
1945年抗日战争胜利后，经国共重庆谈判，10月10日签定了《政府与中共代表会谈纪要》，同意“以和平、民主、团结、统一为基础，……长期合作，坚决避免内战，建设独立、自由和富强的新中国。”“召开政治协商会议。”1946年1月10日，政治协商会议在重庆召开，会议通过了《关于政府组织问题的协议》、《关于国民大会问题的协议》、《关于宪法草案》、《关于军队问题的协议》，其中在《和平建国纲领》中规定全国各党派“团结一致，建设统一自由民主之新中国”。
1946年6月，蒋介石出动30万军队进攻中原解放区。1946年7月至9月，又出兵进攻苏皖边区、山东解放区、晋冀鲁豫边区、晋察冀边区、晋绥边区。针对中国国民党的军事进攻，毛泽东在《以自卫战争粉碎蒋介石的进攻》一文中指出：“全党同志和全解放区军民，必须团结一致，彻底粉碎蒋介石的进攻，建立独立、和平、民主的新中国。”
到1947年6月，中国共产党领导的军队共歼灭国民党军队112万人。1947年10月，毛泽东在陕北葭县神泉堡为中国人民解放军总部起草的《中国人民解放军宣言》中，分析了国内形势，提出“打倒蒋介石，解放全中国”的口号，宣布中国人民解放军暨中国共产党的基本政治纲领是“联合工农兵学商各被压迫阶级、各人民团体、各民主党派、各少数民族、各地华侨和其他爱国分子，组成民族统一战线，打倒蒋介石独裁政府，成立民主联合政府。”
1947年12月25日到28日，中共中央在陕北米脂县杨家沟举行会议（史称“十二月会议”）。毛泽东在会上做《目前形势和我们的任务》报告，重申了中国共产党的基本政治纲领。
1948年上半年，中国人民解放军的战略进攻接连取胜，解放区的土地改革运动深入开展，国统区的民主运动不断发展。1948年4月1日，毛泽东《在晋绥干部会议上的讲话》中指出：“全党同志必须紧紧地掌握党的总路线，这就是新民主主义革命的路线。”“这个革命不能由任何别的阶级和任何别的政党充当领导者，只能和必须由无产阶级和中国共产党充当领导者。”由“人民大众所建立的国家和政府，就是中华人民共和国和无产阶级领导的各民主阶级联盟的民主联合政府”。

## 提出
1948年3月中旬，中共中央在陕北米脂县杨家沟召开会议，会议决定中共中央迁往河北，领导全国第二次国共内战。1948年4月11日，毛泽东、周恩来、任弼时等领导率中共中央机关，经晋绥边区抵达了河北省阜平县城南庄晋察冀军区司令部。4月23日，周恩来、任弼时等人先期抵达河北省平山县西柏坡。5月26日，毛泽东离开城南庄赴西柏坡。
毛泽东在城南庄期间，很关心土地改革及整党工作，先后委托任弼时召开当地区村干部参加的土改工作座谈会以及中共曲阳县、阜平县、定县县委书记与部分区委书记参加的土改、整党工作汇报会，毛泽东亲自出席会议。
1948年五一国际劳动节前夕，毛泽东考虑到中国国民党政府即将覆灭，需要全国人民为建立新中国共同奋斗，乃决定采取发布口号的方式表达该意图。毛泽东代表中共中央起草了“五一口号”，随后首先征询了在城南庄的其他领导的意见。此后又亲自打电话给在西柏坡的周恩来，征求中共中央其他领导的意见。周恩来回电表示完全同意毛泽东的意见。
1948年五一国际劳动节前夕，新华社社长廖承志请示中共中央，询问中央是否有重要事情在五一国际劳动节发布。电文很快传到西柏坡的中共中央书记处书记周恩来处。书记处提出了“五一口号”初稿。
初稿第五条为“工人阶级是中国人民革命的领导者，解放区的工人阶级是新中国的主人翁，更加积极地行动起来，更早地实现中国革命的最后胜利”。毛泽东将初稿第五条修改为：“各民主党派、各人民团体及社会贤达，迅速召开政治协商会议，讨论并实现召集人民代表大会、成立民主联合政府。”这一修改意义重大，初稿强调工人阶级是新中国的主人翁，这意味着将来社会主义国家的无产阶级专政，而毛泽东修改后的内容则强调成立民主联合政府，这样更有利于团结民主党派和各方面力量。第五条的修改对中国此后的政治和历史发展进程产生了深远影响。
1948年4月30日，中共中央书记处扩大会议（又称城南庄会议）在晋察冀军区所在地河北省阜平县城南庄举行，会议讨论通过了经毛泽东修改的中共中央纪念“五一”劳动节口号。当天经陕北的新华社对外发布，同时经新华广播电台广播。1948年5月1日，《晋察冀日报》头版头条刊登了《中国共产党中央委员会发布“五一”劳动节口号》，文章上方还印有毛泽东侧面头像。1948年5月2日，《人民日报》头版头条刊登了《中共中央发布纪念“五一”劳动节口号》。
1948年5月1日当天，南京的第一届国民大会第一次会议闭幕，总统蒋介石、副总统李宗仁宣誓就职。
1948年5月1日，毛泽东致信中国国民党革命委员会主席李济深、中国民主同盟中央常务委员沈钧儒，协商提出了召开政治协商会议的时间、地点、参会党派和原则、实施步骤等，对“五一口号”第五条作了补充说明。毛泽东在信中说：
在目前形势下，召集人民代表大会，成立民主联合政府，加强各民主党派、各人民团体的相互合作，并拟订民主联合政府的施政纲领，业已成为必要，时机亦已成熟。国内广大民主人士业已有了此种要求，想二兄必有同感。但欲实现这一步骤，必须先邀集各民主党派、各人民团体的代表开一个会议。在这个会议上，讨论并决定上述问题。此项会议似宜定名为政治协商会议。一切反美帝反蒋党的民主党派、人民团体，均可派代表参加。不属于各民主党派各人民团体的反美帝反蒋党的某些社会贤达，亦可被邀参加此项会议。此项会议的决定，必须求得到会各主要民主党派及各人民团体的共同一致，并尽可能求得全体一致。会议的地点，提议在哈尔滨。会议的时间，提议在今年秋季。并提议由中国国民党革命委员会、中国民主同盟中央执行委员会、中国共产党中央委员会于本月内发表三党联合声明，以为号召。

## 内容
中国共产党中央委员会发布纪念“五一”劳动节口号，全文如下：
- （一）今年的五一劳动节，是中国人民走向全国胜利的日子。向中国人民的解放者中国人民解放军全体将士致敬！庆祝各路人民解放军的伟大胜利！
- （二）今年的五一劳动节，是中国人民死敌蒋介石走向灭亡的日子，蒋介石做伪总统，就是他快要上断头台的预兆。打到南京去，活捉伪总统蒋介石！
- （三）今年的五一劳动节，是中国劳动人民和一切被压迫人民的觉悟空前成熟的日子。庆祝全解放区和全国工人阶级的团结！庆祝全解放区和全国农民的土地改革工作的胜利和开展！庆祝全国青年和全国知识分子争自由运动的前进！
- （四）全国劳动人民团结起来，联合全国知识分子、自由资产阶级、各民主党派、社会贤达和其他爱国分子，巩固与扩大反对帝国主义、反对封建主义、反对官僚资本主义的统一战线，为着打倒蒋介石，建立新中国而共同奋斗。
- （五）各民主党派、各人民团体、各社会贤达迅速召开政治协商会议，讨论并实现召集人民代表大会，成立民主联合政府！
- （六）一切为着前线的胜利。解放区的职工，拿更多更好的枪炮弹药和其他军用品供给前线！解放区的后方工作人员，更好的组织支援前线的工作！
- （七）向解放区努力生产军火的职工致敬！向解放区努力恢复工矿交通的职工致敬！向解放区努力改进技术的工程师、技师致敬！向解放区一切努力后方勤务工作和后方机关工作的人员致敬！向解放区一切工业部门和后方勤务部门的劳动英雄、人民功臣、模范工作者致敬！
- （八）解放区的职工和经济工作者，坚定不移地贯彻发展生产、繁荣经济、公私兼顾、劳资两利的工运政策和工业政策！
- （九）解放区的职工，为增加工业品的产量，提高工业品的质量，减低工业品的成本而奋斗！拿更多更好的人民必需品供给市场！
- （十）解放区的职工，发扬新的劳动态度，爱护工具，节省原料，遵守劳动纪律，反对一切怠惰、浪费和破坏行为，学习技术，提高生产效率！
- （十一）解放区的职工，加强工人阶级的内部团结，加强工人与技术人员的团结，建立尊师爱徒的师徒关系！
- （十二）解放区私营企业中的职工，与资本家建立劳资两利的合理关系，为共同发展国民经济而努力！
- （十三）解放区的职工会与民主政府合作，保障职工适当的生活水平，举办职工福利事业，克服职工的生活困难。
- （十四）解放区和蒋管区的职工联合起来，建立全国工人的统一组织，为全国工人阶级的解放而奋斗！
- （十五）向蒋管区为生存和自由而英勇奋斗的职工致敬！欢迎蒋管区的职工到解放区来参加工业建设！
- （十六）蒋管区的职工，用行动来援助解放军，不要替蒋介石匪徒制造和运输军用品！在解放军占领城市的时候，自动维持城市秩序，保护公私企业，不许蒋介石匪徒破坏！
- （十七）蒋管区的职工，联合被压迫的民族工商业者，打倒官僚资本家的统治，反对美帝国主义者的侵略！
- （十八）全国工人阶级和全国人民团结起来，反对美帝国主义者干涉中国内政、侵犯中国主权，反对美帝国主义者扶植日本侵略势力的复活！
- （十九）中国工人阶级和各国工人阶级团结起来，反对美帝国主义者压迫亚洲、欧洲和美洲的民族解放运动、民主运动和职工运动！
- （二十）向援助中国人民解放战争和推动中国职工运动的世界各国工人阶级致敬！向拒运拒卸美帝国主义和其他帝国主义援蒋物资的各国工人阶级致敬！向并肩反抗美帝国主义侵略的各国工人阶级和各国人民致敬！
- （二十一）中国劳动人民和一切被压迫人民的团结万岁！
- （二十二）中国人民解放战争的胜利万岁！
- （二十三）中华民族解放万岁！

## 响应
中共中央上海局当时兼管中共中央香港分局，香港分局书记为方方。中共中央上海局委员潘汉年奉周恩来之命到香港后与方方配合，并成立了连贯担任书记的中共中央香港分局统战委员会。潘汉年收到“五一口号”电讯后，立即在中共在香港主办的《华商报》刊登。于是“五一口号”在海内外及各民主党派、民主人士中产生了很大影响。
“五一口号”发布后，中国各民主党派、各人民团体、各界民主人士、国内少数民族、海外侨胞纷纷响应。
1948年5月4日，陈嘉庚代表新加坡华侨致电毛泽东，响应“五一口号”，表示希望早日召开新的政治协商会议，成立民主联合政府。
此前，中共中央香港分局统战委员会向在香港设有总部或代表机构的各民主党派倡办“双周座谈会”，共同分析内地时局。双周座谈会由各党派轮流主持，常常一周在天后庙道4号四楼连贯家召开，一周在罗便臣道92号李济深家召开。各民主党派看到“五一口号”之后，双周座谈会变为连日讨论，经过连续两天发言，与会的十二位民主党派负责人及无党派民主人士，代表各党派和各界于1948年5月5日联名发表了响应“五一口号”的通电。”全文如下：

中国共产党毛泽东先生，并转解放区全体同胞鉴：
南京独裁者窃权卖国，史无先例。近复与美帝国主义互相勾结，欲以伪装民主，欺蒙世界，人民虽未可欺，名器不容假借，当此解放军队所至，浆食集于道途；国土重光，大计亟宜早定。同人等盱衡中外，正欲主张，乃读贵党五一劳动节口号第五项：“各民主党派，各人民团体及社会贤达，迅速召开政治协商会议，讨论并实现召集人民代表大会，成立民主联合政府。”适合人民时势之要求，尤符同人等之本旨，曷胜钦企，除通电国内外各界暨海外同胞共同策进完成大业外，特此奉达，即希赐教。

李济深、何香凝（中国国民党革命委员会），沈钧儒、章伯钧（中国民主同盟），马叙伦、王绍鏊（中国民主促进会），陈其尤（致公党），彭泽民（中国农工民主党），李章达（中国人民救国会），蔡廷锴（中国国民党民主促进会），谭平山（三民主义同志联合会），郭沫若（无党派）。
在上述联合致毛泽东的电报中的署名依次为：
- 中国国民党革命委员会（民革）李济深、何香凝；
- 中国民主同盟（民盟）沈钧儒、章伯钧；
- 中国民主促进会（民进）马叙伦、王绍鏊；
- 中国致公党（致公党）陈其尤；
- 中国农工民主党（农工党）彭泽民；
- 中国人民救国会（救国会）李章达；
- 中国国民党民主促进会（民促）蔡廷锴；
- 三民主义同志联合会（民联）谭平山；
- 无党派郭沫若[1][6]。

同日，他们还联名通电国内外各报馆、各团体和全国同胞，公开响应“五一口号”。
1948年5月7日，台湾民主自治同盟发表声明响应“五一号召”，称“五一号召”：“正切合全国人民目前的要求，也正切合台湾全体人民的愿望。”声明中号召台湾同胞“赶快起来响应和拥护中共中央的号召”。
1948年5月8日，在香港的各民主党派和无党派民主人士以《目前新形势和新政协》为题，接连召开座谈会。郭沫若、章乃器等十多人演说，认为“五一口号”对团结各党派，动员人民民主力量，促进革命胜利，具有重大意义。
当时，民主建国会总会和黄炎培等领导仍在上海坚持地下斗争。1948年5月14日，盛康年从香港带着沈钧儒致张澜、黄炎培的信抵达上海，介绍了在香港的各民主党派响应“五一口号”的情况。5月23日，民主建国会在白色恐怖下的上海秘密召开常务理、监事联席会议，一致通过了“赞同中共‘五一’号召，筹开新政协，成立联合政府。并推章乃器、孙起孟为驻港代表，同中共驻港负责人及其他民主党派驻港负责人保持联系”的决议。
1948年5月，中国民主促进会（5月24日）、三民主义同志联合会、中国国民党民主促进会分别发布宣言响应“五一口号”。
1948年6月，留港妇女界的何香凝、杨美真等232人联合发表声明响应“五一口号”；1948年6月4日，在香港的各界人士柳亚子、茅盾、章乃器等125人联合发表声明响应“五一口号”。1948年6月9日，中国致公党发表声明响应“五一口号”。6月14日，中国民主同盟发表《致全国各民主党派和人民团体各报馆暨全国同胞书》响应“五一口号”。6月25日，中国国民党革命委员会发表声明响应“五一口号”。7月7日，中国人民救国会发表《七七宣言》。
各民主党派和无党派人士热烈响应中共中央“五一口号”，公开赞同中共中央提出的召开新的政治协商会议，成立民主联合政府的号召，表明各民主党派从此放弃了过去“不右倾、不左袒”的“中间路线”，选择了与中国共产党团结合作的立场。由此中国国内党派的政治形势发生了明显变化，大多数民主党派和无党派民主人士都公开站到了中国共产党方面，共同反对中国国民党的统治。
此后，许多民主党派和无党派民主人士代表人物响应中共中央号召，纷纷抵达解放区。1949年在北平成立新政治协商会议筹备会。1949年9月在北平召开中国人民政治协商会议第一届全体会议，成立了中华人民共和国。

## 影响
响应“五一口号”时，部分民主党派的自行排序以及响应顺序是确定中华人民共和国八个民主党派排序的重要基础。后来经过新政治协商会议筹备会、中国人民政治协商会议第一届全体会议，以及各民主党派的组织调整，最终形成了八个民主党派的排序如下：中国国民党革命委员会、中国民主同盟、中国民主建国会、中国民主促进会、中国农工民主党、中国致公党、九三学社、台湾民主自治同盟。
1949年6月16日，新政治协商会议筹备会第一次全体会议通过了《新政治协商会议筹备会组织条例》，其中第一条规定：“……根据上项原则，新政治协商会议筹备会即由新政治协商会议原提议人中国共产党与赞成中共一九四八年“五一”口号第五项之下列各民主党派、人民团体及无党派民主人士等二十三个单位组成之。”新政治协商会议筹备会的成立基础即“五一口号”第五项。1949年9月29日，中国人民政治协商会议第一届全体会议通过了《中国人民政治协商会议共同纲领》，延续了“五一口号”的精神。“五一口号”为中华人民共和国的建立以及中国共产党领导的多党合作和政治协商制度奠定了基础。